# 大井町 (愛西市)
大井町（おおいちょう）は、愛知県愛西市の地名。

## 地理
旧佐屋町域南東部に位置する。東は津島市、西は落合町、北は金棒町に接する。

### 河川
- 善太川

## 歴史

### 人口の変遷
国勢調査による人口および世帯数の推移。
| 1995年（平成7年）  | 1292世帯 4671人 |  |
| 2000年（平成12年） | 1327世帯 4556人 |  |
| 2005年（平成17年） | 1373世帯 4440人 |  |
| 2010年（平成22年） | 1427世帯 4407人 |  |
| 2015年（平成27年） | 1424世帯 4245人 |  |
| 2020年（令和2年）  | 1494世帯 4115人 |  |

## 交通

### 鉄道
- 関西本線

### バス
- 愛西市巡回バス（2020年4月1日現在）[2]

|    | 停留所名             | ルート                   |
| -- | -------------------- | ------------------------ |
| 17 | 佐屋老人福祉センター | 佐屋西、佐屋中央、佐屋東 |
| 35 | 大井同所             | 佐屋東                   |
| 36 | 大目安               | 佐屋東                   |
| 37 | 永和駐在所           | 佐屋東                   |
| 48 | 永和地区公民館       | 佐屋東                   |
| 49 | 中目安会所           | 佐屋東                   |
| 50 | 永和台南             | 佐屋東                   |
| 51 | 永和台集会所         | 佐屋東                   |

### 道路
- 東名阪自動車道
- 愛知県道113号鹿伏兎大井線
- 愛知県道114号津島蟹江線
- 愛知県道125号佐屋多度線

## 施設
- 名古屋工業高等学校永和台研修センター
- 愛西市立永和小学校
- 永和公民館
- 大井東児童遊園
- あいち海部農業協同組合永和支店
- 永和温泉みそぎの湯
- 永和台神社

### WEB
1. ↑  “愛知県愛西市の町丁・字一覧”.   人口統計ラボ. 2021年8月9日閲覧。
2. 1 2  総務省統計局 (2022年2月10日). “令和2年国勢調査の調査結果(e-Stat) - 男女別人口，外国人人口及び世帯数－町丁・字等” (CSV). 2023年8月2日閲覧。
3. ↑  “愛知県愛西市の郵便番号一覧”.   日本郵便. 2022年1月3日閲覧。
4. ↑  “市外局番の一覧” (PDF).   総務省 (2022年3月1日). 2022年3月22日閲覧。
5. ↑  “ナンバープレートについて”.   一般社団法人愛知県自動車会議所. 2024年1月21日閲覧。
6. ↑  総務省統計局 (2014年3月28日). “平成7年国勢調査の調査結果(e-Stat) - 男女別人口及び世帯数 －町丁・字等” (CSV). 2021年7月20日閲覧。
7. ↑  総務省統計局 (2014年5月30日). “平成12年国勢調査の調査結果(e-Stat) - 男女別人口及び世帯数 －町丁・字等” (CSV). 2021年7月20日閲覧。
8. ↑  総務省統計局 (2014年6月27日). “平成17年国勢調査の調査結果(e-Stat) - 男女別人口及び世帯数 －町丁・字等” (CSV). 2021年7月21日閲覧。
9. ↑  総務省統計局 (2012年1月20日). “平成22年国勢調査の調査結果(e-Stat) - 男女別人口及び世帯数 －町丁・字等” (CSV). 2021年7月21日閲覧。
10. ↑  総務省統計局 (2017年1月27日). “平成27年国勢調査の調査結果(e-Stat) - 男女別人口及び世帯数 －町丁・字等” (CSV). 2021年7月21日閲覧。

### 書籍
1. 1 2  「角川日本地名大辞典」編纂委員会 1989, p. 1870.
2. ↑  愛西市. “愛西市巡回バス”. 2024年4月9日閲覧。